# Aphonopelma bicoloratum
Aphonopelma bicoloratum là một loài nhện trong họ Theraphosidae.
Loài này thuộc chi Aphonopelma. Aphonopelma bicoloratum được miêu tả năm 1996 bởi Struchen, Brändle & Joachim Schmidt.